# Glaucocharis preangerella
Glaucocharis preangerella là một loài bướm đêm trong họ Crambidae.